# انجمن جامعه‌شناسی اقیانوس آرام
انجمن جامعه‌شناسی اقیانوس آرام (به انگلیسی: Pacific Sociological Association); (PSA) یک انجمن حرفه‌ای از جامعه‌شناسان در منطقه اقیانوس آرام آمریکای شمالی است. PSA بیشتر به خاطر کنفرانس سالانه و مجله آکادمیک خود  دیدگاه‌های جامعه‌شناسی شناخته می‌شود.

## تاریخچه
انجمن جامعه‌شناسی اقیانوس آرام در اکتبر ۱۹۲۹ تأسیس شد، هنگامی که اموری استفن بوگاردوس دانشگاه کالیفرنیای جنوبی گروهی از جامعه‌شناسان منطقه را به منظور سازماندهی جامعه گردهم آورده بود.
این سازمان در نخست «انجمن جامعه‌شناسی اقیانوس آرام جنوب غربی» نامیده می‌شد. در سال ۱۹۳۰، نام جدید، «انجمن جامعه‌شناسی اقیانوس آرام» به تصویب رسید. هدف اعضای منشور این بود که از انزوای مؤسسات مربوطه خود بیرون بیایند تا در اتحادیه، پژوهش‌ها و آموزش جامعه‌شناسی را ارتقا دهند. نخستین نشست سالانه در ژانویه ۱۹۳۰ در لس‌آنجلس برگزار شد.
نود و دومین نشست سالانه «انجمن جامعه‌شناسی اقیانوس آرام» در ۱۸–۲۱ مارس ۲۰۲۱ در شهرستان سن دیگو، کالیفرنیا به ریاست شارون کی. دیویس از دانشگاه لاورن برگزار شد و به موضوع «هنجارهای جدید و بازتعریف انحراف» پرداخت.

## مناطق
انجمن جامعه‌شناسی اقیانوس آرام در حال حاضر بخش اعظم منطقه اقیانوس آرام آمریکای شمالی را دربرمی‌گیرد. سازمان PSA به سه منطقه تقسیم می‌شود:
- منطقه شمالی: آلاسکا، آلبرتا، بریتیش کلمبیا، آیداهو، مونتانا، اورگان،  واشینگتن و وایومینگ.
- منطقه مرکزی: کالیفرنیا (فرسنو و شمال)، کلرادو، هاوایی، نوادا (به استثنای لاس وگاس)، و یوتا.
- منطقه جنوبی: آریزونا، باخا کالیفرنیا، کالیفرنیا (جنوب فرسنو)، نوادا (لاس وگاس فقط)، نیومکزیکو، چی‌واوا و سونورا.

## رهبری
مدیر اجرایی فعلی PSA لورا بریستو است.
ریاست انجمن هر ساله در کنفرانس سالانه خود تغییر می‌کند. روسای اخیر انجمن عبارتند از:
- ۲۰۱۴–۱۵ دکتر پاتریشیا آ. گوارتنی از دانشگاه ایالتی اورگن،
- ۲۰۱۵–۱۶ دکتر رابرت نش پارکر از دانشگاه کالیفرنیا، ریورساید،
- ۲۰۱۶–۱۷ دکتر کارن پیکه از دانشگاه کالیفرنیا، ریورساید،
- ۲۰۱۷–۱۸ دکتر امی اور از کالج لینفیلد و
- ۲۰۱۸–۱۹ دکتر ایلین بل کاپلان از دانشگاه کالیفرنیای جنوبی.

## نشریات ادواری
- دیدگاه‌های جامعه‌شناختی یک مجله دانشگاهی است که از سال ۱۹۵۷ هر دو ماه یکبار توسط PSA منتشر می‌شود.[۶][۷]
- جامعه‌شناس اقیانوس آرام یک خبرنامه است که در ژانویه، مه و سپتامبر توسط PSA منتشر شده‌است.[۸]

## جایزه‌ها
کمیته جوایز انجمن جامعه‌شناسی اقیانوس آرام ۸ جایزه سالانه اهدا می‌کند. نامزدی این جوایز باید از طرف اعضای PSA باشد.
1. جایزه ممتاز بورس تحصیلی
2. جایزه دین اس. دورن برای مشارکت ویژه در تدریس
3. جایزه شغلی اولیه برای نوآوری در آموزش جامعه‌شناسی
4. جایزه ممتاز پراکسیس
5. جایزه مقاله ممتاز دانشجویی مقطع کارشناسی
6. جایزه مقاله ممتاز دانش‌آموختگان
7. جایزه مشارکت ویژه در مجله دیدگاه‌های جامعه‌شناختی
8. جایزه وجدان اجتماعی

## همچنین ببینید
- انجمن جامعه‌شناسی آمریکا